# Frans Luycx
Frans Luycx, baptisé le 17 avril 1604, né à Anvers et mort le 1er mai 1668 à Vienne, est un portraitiste et peintre de sujets religieux.

## Biographie
Frans Luycx est né à Anvers et baptisé le 17 avril 1604.

D'abord élève de Remacle van Sina en 1617/1618, dont le nom ne se rattache aujourd'hui à aucune œuvre, Luycx, franc-maître de la gilde de Saint-Luc, en 1620, passe ensuite à l'atelier de Rubens et, comme tant d'autres Anversois, il collabore aux peintures de l'illustre chef d'école. En 1635, il se rend à Rome et, en 1638, il devient peintre de la cour de l'empereur Ferdinand III à Prague, dont il devient le peintre et de qui il obtient des lettres de noblesse. À dater d'alors, Luycx ne s'appelle plus que Leüx von Leüxenstein. En 1647, les comptes de la maison impériale l'établissent, Luycx a peint deux fois l'archiduc Léopold-Guillaume. Lorsque ce prince vient prendre, cette même année, le gouvernement des Pays-Bas, l'artiste le suit à Bruxelles et, au retour, l'accompagne à Vienne (1656), plus tard, enfin, à Laibach, où, sans doute, il est auprès de l'archiduc jusqu'à sa mort, arrivée en 1662, car une estampe de F . Vanden Steen, insérée dans le livre du P. Avancino, sur les vertus de Léopold-Guillaume, nous représente le grand maître de l'ordre Teutonique étendu sur son lit de parade, d'après un dessin de Luycx. Il est ainsi prouvé que notre artiste survit bien des années à la date du 28 août 1652, admise jusqu'à ce jour comme limite extrême de la carrière du maître, prouvée par les sources authentiques. 
Il a deux fils. L'un d'eux est appelé par l'empereur Léopold, en 1684, aux fonctions de directeur de ses collections artistiques. Sandrart s'est donc trompé en attribuant cette qualité à Frans Luycx lui-même. En 1719 un Julius Franz von Luxenstein travaille encore à Prague.
Frans Luycx meurt le 1er mai 1668 à Vienne.

## Œuvre
À en juger par le petit nombre de peintures exposées sous son nom dans les galeries de Vienne et de Prague, Luycx est un artiste de très sérieux mérite.
Ses portraits au Belvédère, représentant Léopold-Guillaume, en pied, en costume ecclésiastique noir, sur un fond de draperie bleue, le Cardinal infant, en buste, enfin, un portrait de dame, en pied, se détachant sur une tenture rouge, ont très grand air et se ressentent, comme peinture, de l'influence de Rubens. Pour ce qui concerne l'Allégorie sur le néant des choses humaines, grande figure de femme assise entre deux tables, l'une couverte d'un riche tapis et chargée de splendeurs, l'autre où, sur le meuble nu, reposent les emblèmes de la fragilité des choses : un sablier, un crâne, un flambeau éteint, etc., c'est une page absolument captivante. Les anciens inventaires la donnaient à Ch. Le Brun, attribution insoutenable. Est-elle de Luycx et pourquoi est-elle de lui ? Nous l'ignorons absolument. Détail à noter en passant : le joyau que tient à la main le génie est le même qu'on remarque dans la Salomé de Quentin Metsys, au musée d'Anvers : une agate de Charles-Quint. Il y a presque ici un indice en faveur de l'origine anversoise du tableau. Le musée de Prague possède de Luycx un portrait de Piccolomini ; la galerie Lichtenstein, à Vienne, le Christ apparaissant aux saintes femmes prosternées, peinture excellente. Le musée de Stockholm, enfin, montre un portrait en pied de Léopold-Guillaume. Les inventaires de la collection de l'archiduc et les archives de la maison impériale citent de Luycx diverses peintures disparues : une Madone avec l'Enfant Jésus apparaissant à Léopold-Guillaume, et plusieurs portraits de membres de la famille impériale. Ces portraits sont peut-être parmi les anonymes du musée du Prado. Il y a aussi la mention du Portrait de la Mère Taule Marie de Jésus, religieuse carmélite, représentée les mains jointes devant le Crucifix. Un curieux petit tableau avec nombreux personnages en costume du XVIIe siècle,
appartenant à la maison d'Arenberg, figure dans un des salons du palais de cette famille, à Bruxelles, sous le nom de Leüx von Leüxenstein. Nous nous sommes assuré que cette jolie peinture, datée de 1649 , porte la signature : Potuyl, à l'avant-plan de la gauche.